# Герб Баранівського району
Герб Бара́нівського райо́ну — офіційний символ Баранівського району Житомирської області, затверджений рішенням 13-ї сесії районної ради XXIV скликання 18 травня 2004 року.

## Опис герба
Гербовий щит має форму чотирикутника з півколом в основі. Перекинута срібна нитяна кроква ділить щит на червоне, зелене і синє поля. У червоному полі срібна ваза, яку тримають золоті леви. 
Щит обрамований декоративним вінком із золотого колосся і волошок, перевитих червоною стрічкою із написом «Баранівський район», та увінчаний золотою територіальною короною.